# Монтагань
Монтага́нь (фр. Montagagne) — коммуна во Франции, находится в регионе Юг — Пиренеи. Департамент коммуны — Арьеж. Входит в состав кантона Ла-Бастид-де-Серу. Округ коммуны — Фуа.
Код INSEE коммуны — 09196.

## Население
Население коммуны на 2008 год составляло 43 человека.
| 1962 | 1968 | 1975 | 1982 | 1990 | 1999 | 2008 |
| ---- | ---- | ---- | ---- | ---- | ---- | ---- |
| 24   | 13   | 9    | 16   | 19   | 57   | 43   |

## Экономика
В 2007 году среди 32 человек в трудоспособном возрасте (15—64 лет) 24 были экономически активными, 8 — неактивными (показатель активности — 75,0 %, в 1999 году было 76,5 %). Из 24 активных работали 19 человек (12 мужчин и 7 женщин), безработных было 5 (3 мужчины и 2 женщины). Среди 8 неактивных 2 человека были учениками или студентами, 0 — пенсионерами, 6 были неактивными по другим причинам.